# Arxius Nacionals d'Irlanda
Els Arxius Nacionals d'Irlanda (gaèlic irlandès Cartlann Náisiúnta na hÉireann) són el repositori oficial dels registres estatals de la República d'Irlanda. Establert per la Llei Nacional d'Arxius de 1986, que va entrar en funcionament el 1988, es fa càrrec de les funcions de la State Paper Office i la Public Record Office of Ireland. L'Arxiu Nacional es va traslladar a la seva actual seu, al carrer Bishop de Dublín, el 1991. Els Arxius es troben al lloc de la fàbrica Jacob's, una de les guarnicions en poder dels rebels durant l'Aixecament de Pasqua de 1916.
La State Paper Office (fundada en 1702) tenia la seu original al castell de Dublín. La Public Record Office of Ireland fou creada per la Llei de Registres Públics d'Irlanda de 1867 per a l'adquisició de registres administratius, judicials i expedients de més de vint anys. Depèn del Ministre d'Arts, Patrimoni i Gaeltacht.

## Destrucció en 1922
Durant la Guerra Civil Irlandesa, el Four Courts, en la qual es basa, va ser capturat i l'edifici repositori destruït per la detonació d'explosius i foc el juny de 1922, juntament amb la majoria dels registres, alguns d'ells datats del segle xiii.
Quan la part sud d'Irlanda es va independitzar com l'Estat Lliure Irlandès el 1922 es va crear l'Oficina del Registre Públic d'Irlanda del Nord per a fer-se càrrec dels registres d'aquesta part d'Irlanda, que van romandre al Regne Unit.

## Contingut
El contingut dels Arxius Nacionals inclou:
- Arxius del Govern d'Irlanda, 1922-1975;
- Arxius de l'administració britànica a Irlanda, principalment dels segles XIX i XX, però incloent materials de segle xvii i XVIII;
- Declaracions originals del cens del cens d'Irlanda, complets per 1901 i 1911, disponible online, i els fragments supervivents de 1821, 1831, 1841, i 1851;
- Arxius del sistema judicial, des del segle xiv i segles XIX i XX;
- Arxius adquirits d'altres fonts, incloent-hi Església d'Irlanda parròquies, juntes del port, juntes de salut, hospitals, escoles, organitzacions benèfiques, sindicats, firmes comercials, oficines d'advocats i oficines immobiliàries, especialment en relació amb els segles XIX i XX, però amb material per als segles xvii i xviii;
- Transcripcions, calendaris, resums i índexs relatius als registres originals que daten des del XIII fins al segle xix que van ser destruïts el 30 juny 1922
- Els papers privats individuals, incloent-hi Jack Lynch i Liam T. Cosgrave.